# 사카타 유키
사카타 유키(坂田 有希, 11월 22일 ~ )는 일본의 여성 성우이다. 오피스CHK 소속. 가나가와현 출신.

## 출연작품

### TV 애니메이션
2005년
- IZUMO 용맹한 검의 섬기 (야타로)

2006년
- 더 서드 ~푸른 눈의 소녀~ (밀리)

### 게임
2002년
- 메이드 인 드림 (사쿠라) : 사키 유타카(咲ゆたか) 명의
- 멘 앳 워크!3~헌터들의 청춘~ (모니카 올브라이트) : 사키 유타카(咲ゆたか) 명의

2004년
- IZUMO2 (야타로) : 사키 유타카(咲ゆたか) 명의
- 진설 엽기의 우리 (와타세 사에, 사사키 카즈미) : 사키 유타카(咲ゆたか) 명의

2006년
- 기계장치의 이브 ~Dea Ex Machina~ (이리아) : 사키 유타카(咲ゆたか) 명의
- EXTRAVAGANZA ~벌레를 사랑한 소녀~ (진무 미야카) : 사키 유타카(咲ゆたか) 명의
- 푸른하늘 마지카!! (수) : 사키 유타카(咲ゆたか) 명의

2007년
- 두근두근 마녀신판! (모치즈키 유마, 와타비키 메리)

2008년
- 노예장교 클라리스 -백탁의 글로리에- (레이미 슈바이첼) : 사키 유타카(咲ゆたか) 명의